# Communauté de communes des Lacs de Champagne
La communauté de communes des Lacs de Champagne est une intercommunalité française, située dans le département de l'Aube en région Grand Est.
Cette communauté de communes est issue de la fusion de la communauté de communes du Chavangeois et de la communauté de communes du Briennois, le 1er janvier 2014.

## Composition
La communauté de communes est composée des 43 communes suivantes :

| Nom                          | Code Insee | Gentilé       | Superficie (km2) | Population (dernière pop. légale) | Densité (hab./km2) |
| ---------------------------- | ---------- | ------------- | ---------------- | --------------------------------- | ------------------ |
| Brienne-le-Château (siège)   | 10064      | Briennois     | 21,56            | 2 703 (2022)                      | 125                |
| Arrembécourt                 | 10010      |               | 7,12             | 47 (2022)                         | 6,6                |
| Aulnay                       | 10017      | Aulnois       | 10,44            | 110 (2022)                        | 11                 |
| Bailly-le-Franc              | 10026      |               | 6                | 36 (2022)                         | 6                  |
| Balignicourt                 | 10027      |               | 13,06            | 57 (2022)                         | 4,4                |
| Bétignicourt                 | 10044      | Babeuriers    | 3,18             | 33 (2022)                         | 10                 |
| Blaincourt-sur-Aube          | 10046      | Blaincourtois | 5,79             | 98 (2022)                         | 17                 |
| Blignicourt                  | 10047      |               | 4,27             | 43 (2022)                         | 10                 |
| Braux                        | 10059      | Brauxois      | 15,21            | 113 (2022)                        | 7,4                |
| Brienne-la-Vieille           | 10063      | Briennois     | 16,21            | 386 (2022)                        | 24                 |
| Chalette-sur-Voire           | 10073      | Chalettois    | 5,64             | 128 (2022)                        | 23                 |
| Chavanges                    | 10094      | Chavangeois   | 29,79            | 580 (2022)                        | 19                 |
| Courcelles-sur-Voire         | 10105      | Courcellois   | 4,9              | 23 (2022)                         | 4,7                |
| Dienville                    | 10123      | Dienvillois   | 20,34            | 821 (2022)                        | 40                 |
| Donnement                    | 10128      |               | 11,24            | 73 (2022)                         | 6,5                |
| Épagne                       | 10138      | Épagnais      | 3,94             | 131 (2022)                        | 33                 |
| Hampigny                     | 10171      | Hampignois    | 9,49             | 220 (2022)                        | 23                 |
| Jasseines                    | 10175      | Jasseinais    | 16,29            | 160 (2022)                        | 9,8                |
| Joncreuil                    | 10180      | Joncreuillois | 10,55            | 96 (2022)                         | 9,1                |
| Juvanzé                      | 10183      | Vandois       | 4,94             | 35 (2022)                         | 7,1                |
| Lassicourt                   | 10189      | Lassicourtois | 7,73             | 53 (2022)                         | 6,9                |
| Lentilles                    | 10192      | Lentillois    | 17,18            | 128 (2022)                        | 7,5                |
| Lesmont                      | 10193      | Queuntons     | 9,92             | 301 (2022)                        | 30                 |
| Magnicourt                   | 10214      |               | 7,89             | 85 (2022)                         | 11                 |
| Maizières-lès-Brienne        | 10221      | Maiziérois    | 9,5              | 160 (2022)                        | 17                 |
| Mathaux                      | 10228      |               | 12,44            | 212 (2022)                        | 17                 |
| Molins-sur-Aube              | 10243      | Molinois      | 6,26             | 103 (2022)                        | 16                 |
| Montmorency-Beaufort         | 10253      | Beaufortais   | 9,38             | 142 (2022)                        | 15                 |
| Pars-lès-Chavanges           | 10279      |               | 8,5              | 47 (2022)                         | 5,5                |
| Pel-et-Der                   | 10283      | Reignats      | 13,18            | 128 (2022)                        | 9,7                |
| Perthes-lès-Brienne          | 10285      | Perthois      | 3,63             | 63 (2022)                         | 17                 |
| Précy-Notre-Dame             | 10303      | Boudus        | 4,53             | 68 (2022)                         | 15                 |
| Précy-Saint-Martin           | 10304      | Boudus        | 6,57             | 179 (2022)                        | 27                 |
| Radonvilliers                | 10313      | Radonvillois  | 23,29            | 326 (2022)                        | 14                 |
| Rances                       | 10315      | Calotas       | 3,81             | 46 (2022)                         | 12                 |
| Rosnay-l'Hôpital             | 10326      | Rosnaysiens   | 12,47            | 160 (2022)                        | 13                 |
| Saint-Christophe-Dodinicourt | 10337      |               | 4,87             | 32 (2022)                         | 6,6                |
| Saint-Léger-sous-Brienne     | 10345      | Bacoins       | 13,52            | 386 (2022)                        | 29                 |
| Saint-Léger-sous-Margerie    | 10346      |               | 6,58             | 52 (2022)                         | 7,9                |
| Unienville                   | 10389      |               | 11,79            | 108 (2022)                        | 9,2                |
| Vallentigny                  | 10393      | Valentiniens  | 15,74            | 186 (2022)                        | 12                 |
| Villeret                     | 10424      | Villeretins   | 3,25             | 64 (2022)                         | 20                 |
| Yèvres-le-Petit              | 10445      | Yévrois       | 8,35             | 54 (2022)                         | 6,5                |

## Compétences
- Aménagement de l’espace ;
- Actions de développement économique ;
- Protection et mise en valeur de l’environnement ;
- Construction, entretien et fonctionnement d’équipements culturels et sportifs et d’équipements de l’enseignement pré-élémentaire et élémentaire ;
- Services des écoles de l’enseignement pré-élémentaire et élémentaire ;
- Mise en place d’accueil périscolaire, construction, entretien, fonctionnement et animation d’équipements relatifs aux services périscolaires ;
- Réalisation de prestations de services ou d’opérations sous mandat ;
- Transport pour l’organisation du service de transport à la demande.

## Historique
La communauté de communes des Lacs de Champagne a été créée le 1er janvier 2014 à la suite de la fusion de la communauté de communes du Chavangeois avec celle du Briennois.

## Sources
- le Splaf (Site sur la Population et les Limites Administratives de la France)
- Base Aspic (Accès des Services Publics aux Informations sur les Collectivités)